# Danaos
Danaos (řecky Δαναός, latinsky Danaus) je v řecké mytologii synem egyptského krále Béla a jeho manželky Anchinoé. Byl králem v Libyi a Argu, stal se praotcem kmene Danaů (Danajců).
Jeho bratry byli Aigyptos, který vládl Egyptu a Kéfeus, král aithiopský, otec Andromedy.
Aigyptos a Danaos byli dvojčata, mezi ně jejich otec rozdělil říši tak, že Aigyptos vládl Egyptu a Danaos Libyi. Hned po smrti svého otce se bratři pohádali o dědictví. Aigyptos měl padesát synů a ty chtěl jako gesto smíření provdat za Danaových padesát dcer. Jim ani jejich otci to ale nebylo po vůli. Aigyptos bratrovi vyhlásil válku.
Danaos nechal vystavět loď, prý první se dvěma příděmi, a plavili se přes Rhodos do Řecka, vlasti své prabáby Íó. Dorazili do Argu, kde byli vlídně přijati a poskytnuto jim útočiště a pohostinnost u krále Gelánora. Jiné verze však uvádějí, že Danaos se domáhal vlády nad Argem, zemí jeho předků. Když v tentýž den cizí vlk zardousil vedoucího býka v královských stádech, bylo to chápáno jako věštba a moc nad Argem byla skutečně Danaovi předána.
U břehů Řecka brzy zakotvila také Aigyptova loď, Aigyptos porazil královo vojsko a se svými syny přinutil Danaa, aby jim dal své dcery za manželky. Danaos naoko nebyl proti, avšak hned poté svým padesáti dcerám nařídil, aby své manžele o svatební noci zavraždily.
Dcery svého otce poslechly, přesně řečeno čtyřicet devět z nich bylo poslušných. Ta poslední, nejmladší z nich, Hyperméstra, se do svého ženicha zamilovala a otce neposlechla. Zachráněný byl nejmladší syn Aigyptův Lynkeus. Ten se stal později nástupcem na královském trůnu v Argu. Jeho potomci si moc v Argu udrželi a mnozí prosluli jako význační představitelé hérojských Řeků.
Pověst vypráví, že všech čtyřicetdevět hlav Aigyptových synů bylo hozeno do řeky Lerny, která od té doby má právě tolik pramenů.

## Odraz v umění
V antické literatuře, zejména však u Homéra, je používáno Danajci jako označení všech Řeků; podobně také Achajci nebo Argejci.